# Bartók Béla (iskolaigazgató)
Bartók Béla (Dávidháza [major Újvár mellett], 1855. november 19. – Nagyszentmiklós, 1888. augusztus 4.) magyar mezőgazdász, szakíró, a nagyszentmiklósi gazdasági iskola igazgató-tanára, Bartók Béla zeneszerző és zenetudós édesapja, Bartók Béla mérnök, geodéta és unitárius egyházi főgondnok nagyapja.

## Tanulmányai
Középiskoláit Pesten a piarista rendi gimnáziumban és a reáliskolában, majd a kolozsvári gazdasági tanintézetben végezte. Tanulmányait állami ösztöndíjjal a Magyaróvári Magyar Királyi Gazdasági Akadémián folytatta, ahol az utolsó tanév befejezésében édesapja korai halála megakadályozta. Hazatérte után a 21 évesen őt bízták meg a nagyszentmiklósi földműves-iskola vezetésével, amelyet előtte édesapja látott el.

## Családja
Bartók már közismert férfiként kötött házasságot Voit Paulával, 1880. április 5-én, akinek bátyja a szintén Magyaróvárott végzett gazdász, Voit Lajos, a Wenckheim uradalom gazdatisztje volt.
Nagyszentmiklóson látta meg a napvilágot 1881. március 25-én fiuk, Bartók Béla, aki később a 20. század egyik legnagyobb zeneszerzője, zongoraművésze, népzenekutatója, a közép-európai népzene nagy gyűjtője, a Zeneakadémia tanára lett.
„A Nagyszentmiklóson szerzett zenei élmények közül kétségkívül nagy hatást gyakorolt a kis művésztehetségre az apja által vezetett Zene- és Dalegylet 1887. március 26-ai nagy sikerű hangversenye. Az eseményről megemlékezve, Bartók Béláné mondja, »Hogy ez volt az első alkalom, amikor kisfiuk orchesterzenét hallhatott. Jól emlékszem még. hogy a Semiramis ouvertürjét adták elő mint első darabot. A vendégek tovább ettek-ittak, de ő azonnal letette az evőeszközt, és teljes odaadással hallgatta a zenét, el volt ragadtatva, de méltatlankodva mondta, hogy tudtak a többiek enni, mikor ilyen szép zene szólt.« A Nagyszentmiklósi Közlöny tudósítása szerint a műsoron: Induló, Egyveleg, Keringő Strauss Cigánybárójából, Traviáta Verditől, Magyar népdal-egyveleg, Donizetti Lammermoori Lucia stb. szerepelt” – írja Pall Margit Bartók életrajzában.
Fia keresztapja, dr. Schreyer Viktor úgy vélekedik, hogy a kis Béla apjától örökölte tehetségét. A kora gyermekkor e csöppet sem szokványos szellemi légköre döntő módon kihatott a nagy művész különben is korán kibontakozó egyéniségére. De álljon itt a leghitelesebb forrás, magának Bartók Bélának nyilatkozata: „Legelső zongoraóráimat édesanyámtól kaptam, hatodik életévemben. Apámnak, aki egy földmívesiskolát igazgatott, meglehetősen fejlett zenei képességei voltak: zongorázott, műkedvelő zenekart szervezett, gordonkázni is tanult, hogy zenekarában mint gordonkás játszhasson, sőt még táncdarabokat is komponált.” Voit Paula, az édesanya egyik visszaemlékezésében így ír az első zeneórákról: „…Március 25-én, éppen ötödik születése napján kezdtük el a tanulást, és április 23-án, Béla napkor egy kis négykezessel lepte meg az édesapját”. A fiú a zene mellett nagy érdeklődéssel foglalkozott természeti környezetével, selyemhernyókat is tenyésztett, közismert volt nagy természetszeretete, valószínűleg ezek is az apai örökséghez tartoztak.

## Szakmai pályafutása
Az idősebbik Bartók neve azonban nem csak fia által vált híressé: kiváló szakmai, közéleti és szakírói munkásságot is folytatott. Áldásos tevékenységének megkoronázását az 1884. június 1-jén útjának indított Gazdasági Tanügy jelentette, amely a világ első mezőgazdasági szakoktatás-ügyi folyóirata volt, annak szerkesztését, kiadását Bartók egy személyben végezte.
Szakirodalmi pályája még magyaróvári tanulmányai előtt indult: jelentek meg cikkei a Földmívelési Érdekeinkben és a Torontálban, illetve magyaróvári hallgatósága alatt a Gyakorlati Mezőgazdában. A későbbiek során az Erdélyi Gazda, az Egyetértés, a Pesti Napló és más folyóiratok is közölték szakcikkeit.

## Munkái
- Miként szervezzük az alsóbb gazdasági szakoktatást. Nagyszentmiklós. 1884
- Gazdasági egyesületek vagy gazdasági kormánybiztosok szerveztessenek? Ugyanott, 1886

Gazdasági cikkeket írt az Erdélyi Gazdába, annak rendes munkatársa volt, a Gyakorlati Mezőgazdába, s más szaklapokba; az Egyetértésbe és a Pesti Naplóba a gazdasági szakoktatásról írt.
1885-ben Gazdasági Tanügy címmel lapot indított meg, amely azonban 3/4 év múlva megszűnt.
Álneve és monogramja: dr. Schmidt János és R. J. volt.

## Felhasznált és ajánlott irodalom
- Balassa Iván: Id. Bartók Béla (1855-1888) in Magyar agrártörténeti életrajzok. A - H. Szerk. Für Lajos és Pintér János. Magyar Mezőgazdasági Múzeum, 1987 pp. 127–129 ISBN 963-01-7834-6
- Bartók Béla: Önéletrajz. Írások a zenéről. In: Hamvas Béla (szerk.): Európai műhely II. Pannónia könyvek. Baranya megyei könyvtár. Pécs, 1990
- Dille, Denijs: Bartók Béla családfája. Ford. F. Csanak Dóra. Balassi K. Bp., 1996. ISBN 963-506-088-2
- Pall Margit: Bartók életrajza. BANATerra. A Bánság enciklopédiája. (https://web.archive.org/web/20100311223945/http://www.banaterra.eu/magyar/P/pall_margit/cikkek/bartok/bartok_eletrajza.htm)
- Schreyer Viktor: Nagyszentmiklós tradicionális monográfiája Nagyszentmiklós, 1912
- Szinnyei József: Magyar írók élete és munkái I. (Aachs–Bzenszki). Budapest: Hornyánszky. 1891.
- Walleshausen Gyula: Mítosz és valóság: új adatok Bartók Béla családjáról. Valóság. 1999. 42. 3. 78-85.

1. ↑  inferred from timeline of events